# Brachyunguis cuscutae
Brachyunguis cuscutae är en insektsart. Brachyunguis cuscutae ingår i släktet Brachyunguis och familjen långrörsbladlöss. Inga underarter finns listade i Catalogue of Life.